# Angie Lau

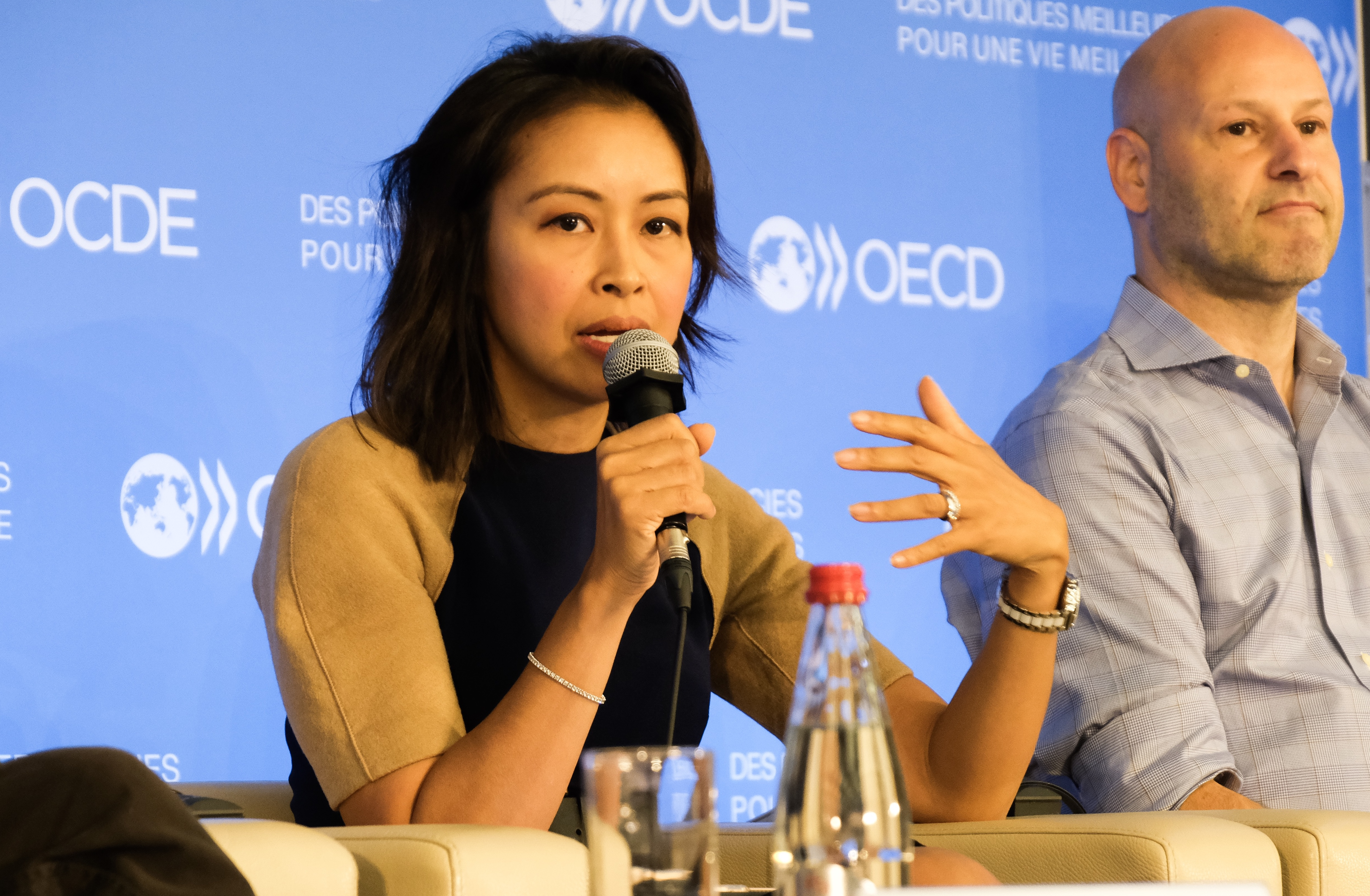
Angie Lau beim OECD’s Global Blockchain Policy Forum 2019

Angie Lau (* 24. Februar 1973 in Hongkong) ist eine chinesische Journalistin und Sprecherin, sowie Gründerin und Chefredakteurin von Forkast.News, einer in Asien ansässigen digitalen Medienplattform, die über neue Technologien berichtet. Vor der Gründung von Forkast.News war Lau vier Jahre lang Moderatorin der Bloomberg-TV-Flaggschiff-Morgensendung First Up with Angie Lau, die weltweit von Hongkong aus ausgestrahlt wird.
Sie studierte Journalismus an der Ryerson University in Kanada.